# Басма (местный совет)
Басма (ивр. בסמ"ה‎, араб. بسمة‎) — местный совет в Хайфском округе Израиля. Был образован в 1995 году путём объединения трёх деревень (Бартаа; Эйн-ас-Сахала Муавия).
Расположен примерно в 55 км к северо-востоку от центра Тель-Авива и в 35 км к юго-востоку от города Хайфа, на высоте 231 м над уровнем моря. Недалеко от поселения проходит Зелёная линия, которая отделяет Израиль от Западного берега реки Иордан. Площадь совета составляет 1,795 км².

## Население
По данным Центрального статистического бюро Израиля, население на начало 2020 года составляло 10 010 человек.
Население почти на 100 % представлено арабами-мусульманами.
Динамика численности населения по годам:
| 1955 | 1961 | 1972 | 1983 | 1995 | 2005 | 2006 | 2016  |
| ---- | ---- | ---- | ---- | ---- | ---- | ---- | ----- |
| 900  | 1100 | 2200 | 3200 | 4400 | 7600 | 7800 | 8 914 |